# Irlande (île)
Cet article concerne l'île d'Irlande, partagée entre la république d'Irlande, État souverain, et l'Irlande du Nord, une nation constitutive du Royaume-Uni. Pour les autres significations, voir Irlande.
Ne doit pas être confondu avec l'Islande.
L'Irlande (en irlandais : Éire /ˈeːɾʲə/  ; en anglais : Ireland /ˈaɪələnd/  ; en scots d'Ulster : Airlann /ˈɑːrlən/ ; en latin : Hibernia) est une île située dans l'océan Atlantique Nord et qui fait partie des îles Britanniques. Troisième plus grande île d'Europe, elle est séparée de la Grande-Bretagne, située à l'est, par la mer d'Irlande. Cette île correspond à la terre traditionnelle du peuple irlandais.
L'île est politiquement divisée entre l'État d'Irlande, un État souverain occupant la majeure partie de l'île, et l'Irlande du Nord, une nation constitutive du Royaume-Uni occupant le Nord-Est de l'île. Sa population s'élève en 2016 à 6,6 millions d'habitants (4,9 millions dans la république et 1,8 million en Irlande du Nord), ce qui en fait la deuxième île d'Europe par population après la Grande-Bretagne. Ses plus grandes villes sont la capitale républicaine Dublin, la capitale nord-irlandaise Belfast, Cork, Galway, Limerick et Derry-Londonderry.
Traditionnellement, l'île est divisée en quatre provinces : l’Ulster au nord, le Connacht à l'ouest, le Munster au sud et le Leinster à l'est. Ces quatre provinces sont elles-mêmes subdivisées en trente-deux comtés. L'Irlande du Nord est constituée de six des neuf comtés de l'Ulster.
L'île, qui s'étend sur 84 420 km2, est caractérisée par des montagnes de basse altitude sur les côtes entourant une plaine centrale. L'île est drainée par ses fleuves dont le principal est le Shannon et comporte également de nombreux lacs. L'Irlande connaît un climat de type océanique, avec des précipitations relativement importantes. Elle est bordée par l'océan Atlantique sur sa côte ouest, le canal du Nord qui la sépare de l'Écosse au nord, la mer d'Irlande à l'est et la mer Celtique au sud.
Les plus anciennes traces d'occupation humaine de l'Irlande datent d'il y a 33 000 ans. Colonisée par les Celtes au VIe siècle av. J.-C., l'Irlande est christianisée par saint Patrick au Ve siècle. Au Moyen Âge, l'île est régulièrement attaquée et colonisée par les Vikings, puis subit les invasions normandes et anglaises. L'île devient un État client en étant unifié en un seul royaume par l'Angleterre en 1542, et partage le même monarque que l'Angleterre et l'Écosse à partir de l'Union des Couronnes en 1603. Elle est rattachée à la Grande-Bretagne en 1800 par un l'Acte d'union, donnant naissance au Royaume-Uni de Grande-Bretagne et d'Irlande.
Au XIXe siècle, l'Irlande est ravagée par la Grande Famine et connaît une forte émigration vers le Nouveau Monde. Le nationalisme commence à se développer à la fin du siècle, et l'échec du projet de Home Rule aboutit à la guerre d'indépendance irlandaise et à la partition de l'île. Avec le Traité anglo-irlandais, l‘île accède à l'indépendance en 1922 mais l'Irlande du Nord quitte le nouvel État libre d'Irlande le lendemain de sa création, ne subsistant indépendante que l’Irlande du Sud. Dans les années 1970-1980, l'Irlande du Nord connaît une guerre civile connue sous le nom de Troubles entre unionistes (partisans de l'appartenance au Royaume-Uni) et nationalistes (luttant pour la réunification de l'île). Le conflit prend fin avec l'accord du Vendredi saint en 1998 qui met en place une coopération entre les deux Irlande. Aujourd'hui, bien que les relations soient apaisées, des tensions subsistent, notamment lors de la fête des orangistes chaque 12 Juillet.
La culture irlandaise exerce une influence significative sur d'autres cultures, notamment dans le domaine de la littérature. Parallèlement à la culture anglo-saxonne dominante, il existe une forte culture indigène qui s'exprime à travers les sports gaéliques, la musique irlandaise, la langue irlandaise et la danse irlandaise. La culture de l'île partage de nombreuses caractéristiques avec celle de la Grande-Bretagne, notamment la langue anglaise (le scots d'Ulster est parlée par une faible proportion de la population en Irlande du Nord) et des sports tels que le football, le rugby, le sport hippique, le golf et la boxe.

## Toponymie
Le nom de l'île en gaélique irlandais est Éire. Ce nom proviendrait de l'irlandais primitif *Iweriu (Ériu en vieil irlandais) qui provient lui-même de la racine indo-européenne *PiHwerjoHn (qui signifie « Le pays fertile »). On retrouve cette racine celtique dans les noms gallois Iwerddon et breton Iwerzhon. Ériu est aussi la déesse de la mythologie celtique qui personnifie la nation irlandaise. Il est difficile de dire si elle a donné son nom à l'Irlande, ou si elle l'a par la suite personnifiée, ou si les deux sens ont pris corps parallèlement.
Pythéas, un marchand et explorateur grec du IVe siècle av. J.-C. nomme l'île Ivernia, sans doute adapté de *Iweriu, ce qui devient Hibernia en latin. Ces noms ont été utilisés sous des formes diverses dans l'Antiquité.
Une première forme du nom en français médiéval était Islonde ; il est mentionné ainsi au XIe siècle dans certaines leçons de la Chanson de Roland. La forme anglaise Ireland (« la terre d'Eire »), donnant en français Irlande, date du XIIe siècle.
Depuis 1937, l'Irlande indépendante porte officiellement le simple nom d'« Irlande » (en irlandais : Éire),. Cependant, pour faire la différence avec l'île d'Irlande, on l'appelle souvent « république d'Irlande » (en irlandais : Poblacht na hÉireann). Si ce n'est pas son nom officiel, le Republic of Ireland Act de 1949 en fait sa « description officielle ». On rencontre aussi les appellations « la République » (en anglais : the Republic), « le Sud » (en anglais : the South) ou « Irlande du Sud » (en anglais : Southern Ireland). Les républicains utilisent aussi les noms d'« État libre » (the Free State) ou de « Vingt-six comtés » (the 26 Counties).
L'Irlande du Nord se nomme Northern Ireland en anglais, Tuaisceart Éireann en irlandais et Norlin Airlann en scots d'Ulster, une langue régionale de l'Ulster.

## Géographie

### Localisation
À l'ouest de la Grande-Bretagne, l'Irlande couvre une superficie totale de 84 412 km2 dont 14 139 km2 pour l'Irlande du Nord.
La distance maximale du Nord au Sud est de 483 km, et la largeur d'ouest en est, de 275 km.
L'Irlande est bordée à l'ouest par l'océan Atlantique, au sud par la mer Celtique, à l'est par la mer d'Irlande, et est séparée de l'Écosse par le canal du Nord au nord-est, ainsi que du pays de Galles et par le canal Saint-Georges au sud-est.

### Géologie
Sa géologie s'étant structurée sur plusieurs centaines de millions d'années, l'île porte l'empreinte des volcans et la marque des glaciers, lui donnant une géomorphologie très variée.

### Topographie et hydrologie
On rencontre des paysages doux sur la côte Est et des côtes tourmentées sur la côte Ouest, des massifs montagneux recouverts de forêts denses creusés de vallées et de criques.
L'intérieur de l'île, et, une grande partie de la côte Ouest sont le domaine des tourbières exploitées pour la tourbe, combustible d'assez bonne qualité, qui fournit actuellement environ 14 % de l'énergie électrique de l'Irlande.
De nombreux lacs recouvrent 1 450 km2 de territoire.

### Climat
Le climat de l'Irlande est typiquement océanique. Le pays est situé dans une zone de vents doux orientés du sud-ouest. Ses mers, l'Atlantique et la mer d'Irlande sont réchauffées par le Gulf Stream. Le climat est marqué par des hivers doux et des étés frais. Les mois les plus froids sont janvier et février. La température oscille alors entre 4 et 7 °C. La neige et le gel y sont rarissimes. Toutefois, le pays étant proche de la zone Nord-Atlantique de basses pressions, celui-ci est parfois balayé par la grêle ou les tempêtes. Durant les mois les plus chauds, juillet et août, les températures avoisinent en général les 14 à 16 °C mais peuvent s'élever jusqu'à 25 °C.
Chaque région possède un climat spécifique. Au nord-ouest, maritime très humide, et au sud-est plus doux. Dans l'ensemble, les précipitations sont uniformément réparties.
Les périodes les plus ensoleillés le sont durant les mois de mai et de juin. La moyenne d'ensoleillement par jour sur tout le territoire est alors de six heures. Des pluies abondantes (environ 1 000 mm par an) alimentent un réseau hydrographique très important (26 000 km de fleuves et rivières).
| Mois                              | jan. | fév. | mars | avril | mai  | juin | jui. | août | sep. | oct. | nov. | déc.  | année |
| --------------------------------- | ---- | ---- | ---- | ----- | ---- | ---- | ---- | ---- | ---- | ---- | ---- | ----- | ----- |
| Température minimale moyenne (°C) | 2,5  | 2,5  | 3,1  | 4,4   | 6,8  | 9,6  | 11,4 | 11,1 | 9,6  | 7,6  | 4,2  | 3,4   | 6,4   |
| Température moyenne (°C)          | 5    | 5    | 6,3  | 7,9   | 10,5 | 13,4 | 15,1 | 14,9 | 13,1 | 10,6 | 7    | 5,9   | 9,6   |
| Température maximale moyenne (°C) | 7,6  | 7,5  | 9,5  | 11,4  | 14,2 | 17,2 | 18,9 | 18,6 | 16,6 | 13,7 | 9,8  | 8,4   | 12,8  |
| Record de froid (°C)              | −9,4 | −6,2 | −6,7 | −3,7  | −1   | 1,5  | 4,8  | 4,1  | 1,7  | −0,6 | −3,4 | −12,2 | −12,2 |
| Record de chaleur (°C)            | 16,6 | 15,3 | 21,3 | 20,5  | 23,4 | 25,1 | 27,6 | 28,7 | 23,9 | 21,2 | 18   | 16,2  | 28,7  |
| Précipitations (mm)               | 70   | 50   | 54   | 51    | 55   | 56   | 50   | 71   | 66   | 70   | 64   | 76    | 733   |

| Mois                              | jan. | fév. | mars | avril | mai  | juin | jui. | août | sep. | oct. | nov. | déc. | année |
| --------------------------------- | ---- | ---- | ---- | ----- | ---- | ---- | ---- | ---- | ---- | ---- | ---- | ---- | ----- |
| Température minimale moyenne (°C) | 1,5  | 1,5  | 2,7  | 3,9   | 6,1  | 9,2  | 11   | 10,7 | 9,2  | 6,8  | 4,1  | 2,9  | 5,8   |
| Température maximale moyenne (°C) | 6    | 6,8  | 9,2  | 11,8  | 14,9 | 17,5 | 18,4 | 18,3 | 16,1 | 12,6 | 9,1  | 6,9  | 12,3  |
| Précipitations (mm)               | 85   | 58   | 66   | 52    | 59   | 63   | 63   | 80   | 84   | 87   | 77   | 77   | 851   |

### Faune et flore
L'Irlande s'est détachée du continent européen à la période glaciaire qui s'est terminée il y a environ 12 000 ans. On y remarque ainsi une variété de faune et de flore plus limitée que dans d'autres pays du continent.
Il y a encore quelques années, une grande partie du territoire était recouvert de forêt vierge : chênes, houx, bouleaux, noisetiers et ifs. Déboisé, le pays suit actuellement un programme de reboisement de résineux : épicéa Sitka, épicéa de Norvège, le pin écossais, le mélèze et le sapin. Ces forêts abritent alors des cerfs et des daims qui ont été introduits il y a peu. On rencontre aussi la bécasse, le hibou, la grive ou encore des oiseaux chanteurs, l'écureuil, le lièvre bleu, la musaraigne pygmée, etc.

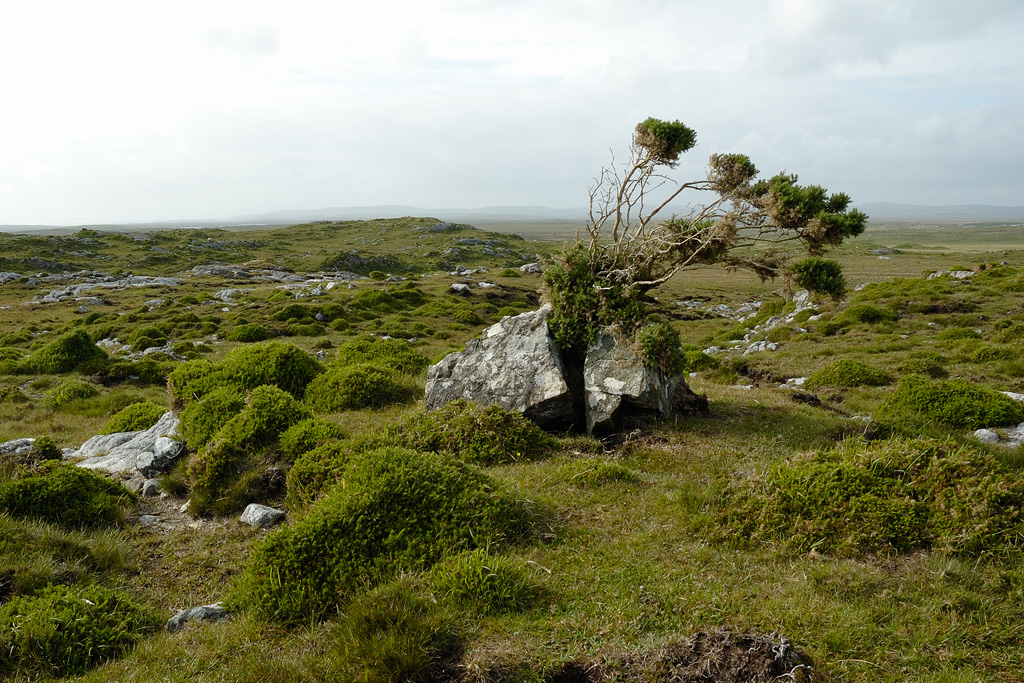
Paysage de tourbière dans le Connemara.

La flore des tourbières est constituée de diverses variétés de mousses, de bruyère, etc. Les régions les plus prolifiques en la matière sont Glengariff et Killarney. Les tourbières accueillent le coucou, l'émerillon, le petit faucon. Quant au Burren, il est connu pour ses espèces florales particulières. Domaine de la toundra, les fleurs y sont prolifiques : la fleur d'aubépine, le sorbier, la violette, l'orchidée, etc.
Le pays est fort connu pour ses espèces de poissons, vivant dans les rivières et dans les lacs : le saumon, la truite, l'omble, l'anguille, ou encore le brochet, le gardon, la truite arc-en-ciel. Près des rivières, il n'est pas rare de croiser la loutre, la poule d'eau, le cincle, le héron, le martinet, et près des lacs, le cygne, le canard l'oie sauvage.
Le bord de mer, quant à lui, abrite des anémones, des algues, des coquillages, des crustacés et divers poissons.
C'est pour ces raisons que le pays est réputé pour ses parcs nationaux (Killarney, Glenveagh, Connemara, Burren, Ballycroy et montagnes de Wicklow), ou encore le premier parc forestier des Îles Britanniques à Tollymore.
Des animaux omniprésents en Irlande : le cheval (et le poney) et bien sûr le mouton.
Dans ce pays, le cheval est un animal sacré. Il est d'ailleurs l'emblème sur les anciennes pièces de 20 pence. Un organisme d'État a d'ailleurs été créé, Bord na gCapall (Office du cheval irlandais), afin de veiller au maintien de la race chevaline. Preuve de son importance, les quelque 30 champs de courses, et 500 concours hippiques chaque année.
Le poney est quant à lui aussi réputé que le cheval. Il est robuste, intelligent, et possède une crinière et une queue noire. Ces poneys peuvent vivre en liberté mais ne sont pas sauvages. De réputation internationale, ils font l'objet d'une foire dans le Connemara, à Clifden, chaque année en août.

### Géographie humaine
Pendant l'hiver, le pays est à l'heure du méridien de Greenwich, mais d'avril à octobre, elle le précède d'une heure.

## Histoire
Une rotule d'ours découverte en 1903 dans une grotte de l'Ouest de l'île et réétudiée en 2015 montre des traces de découpe faites par un humain. La datation au carbone 14 montre que l'ours en question vivait 12600 à 12800 ans avant le présent. Ces données reportent d'environ 2500 ans la présence humaine en Irlande, passant du Mésolithique au Paléolithique, et montrent que l'Homme découpait déjà l'Ours à cette époque sur cette île.
La Préhistoire est assez mal connue, nos connaissances se précisent avec l'installation des Celtes au VIe siècle av. J.-C. L'Ir'lande n'est pas romanisée, les Romains se contentant de liens économiques avec les autochtones, qu'ils décrivent comme particulièrement barbares et inhospitaliers, selon Tacite et Ptolémée. Cependant, à partir du IVe siècle, elle commence à se christianiser. Au VIIIe siècle apr. J.-C., les Vikings lancent leurs premiers raids en Irlande mais procèdent encore à des attaques limitées. Les Vikings ont alors pillé de nombreux monastères irlandais, après celui de Lindisfarne sur la côte Nord-Est de l'Angleterre en 793. En 837, Thorgis organise la plus grande expédition viking et se proclame roi et abbé d'Irlande, avant d'être battu et condamné à mort par le roi gaellique d'Ulster Niall Caille mac Áeda en 845.
Durant le IXe siècle ils colonisent une grande partie de cette terre, particulièrement le littoral est. Ce sont les Vikings qui ont fondé la ville de Dublin en l'an 988. La toponymie (noms de villes), par exemple Wexford et Wicklow vient des Vikings. Après cela, les Anglo-Normands colonisent l'île avec beaucoup de succès dans sa moitié Est, mais finirent par devenir « plus irlandais que les Irlandais eux-mêmes ».

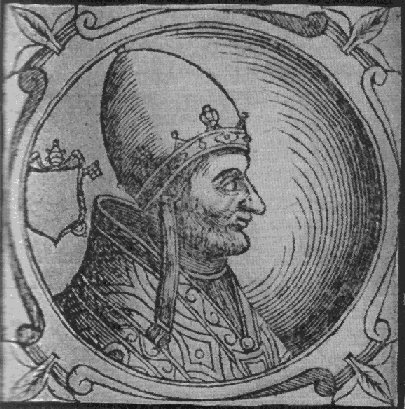
Le pape anglais Adrien IV a influencé l'histoire de l'Irlande.

Sous Henri II d'Angleterre, en 1156, alors que ce souverain entretenait une volonté de posséder l'Irlande, le seul pape anglais de l'histoire, le pape Adrien IV, rédigea une bulle dans laquelle il fit don de l'Irlande tout entière (Hibernia à l'époque dans le texte) au Roi d'Angleterre Henri II. D'un côté, on attribue ce don à la volonté du pape d'imposer à toute l'Irlande le modèle de l’Église catholique romaine. D'un autre côté, on croit que parce que ce pape était anglais, il aurait accordé l'Irlande au Roi d’Angleterre par pure sympathie,.

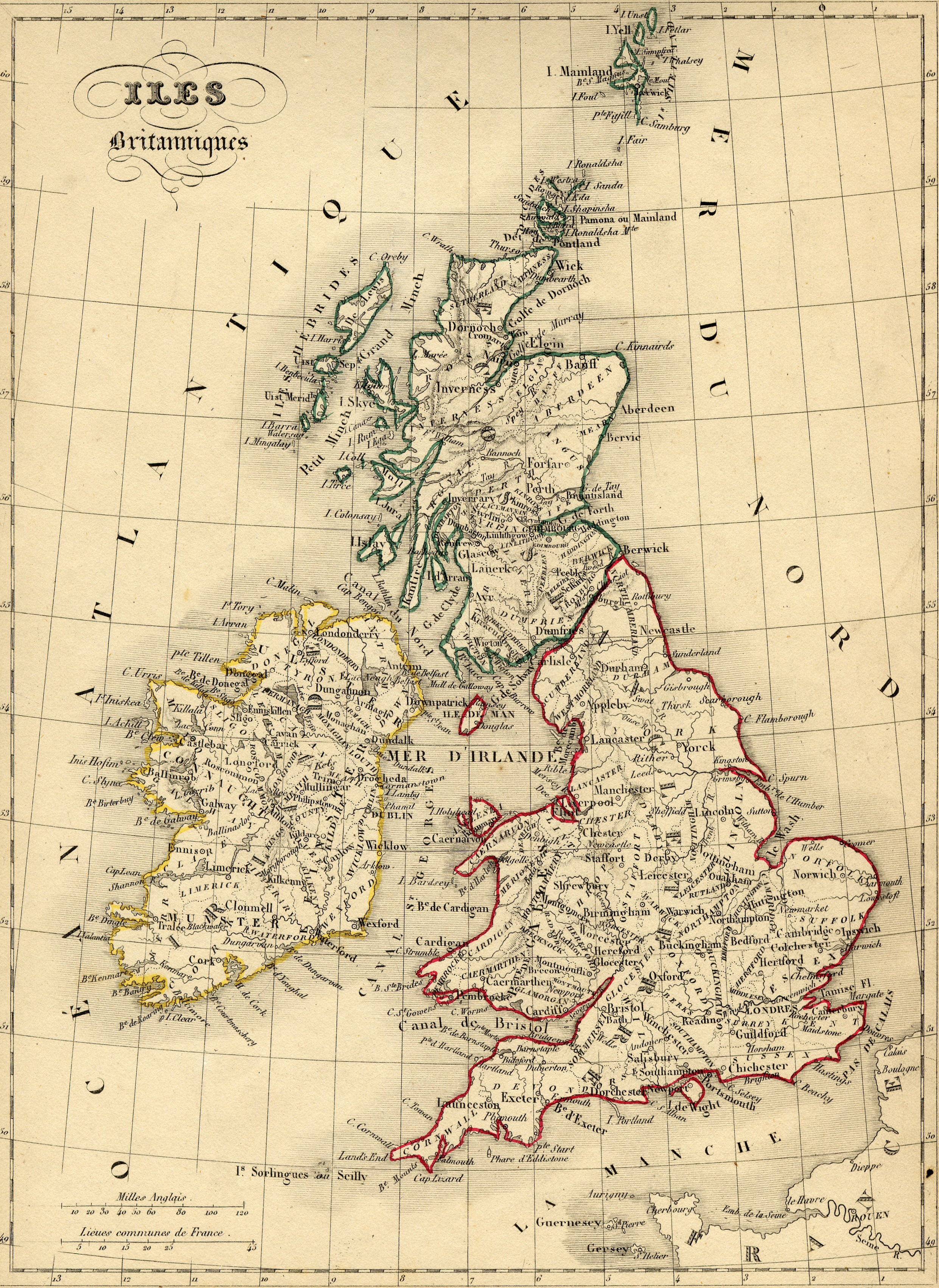
Les Iles britanniques en 1843, alors Royaume-Uni de Grande-Bretagne et d'Irlande.

Sous Henri VIII d'Angleterre, l'Angleterre a dès lors complètement colonisé le pays ; les Irlandais ont tenté de lutter contre les Anglais puis les Britanniques et il y a eu beaucoup de révolutions. En 1800, le gouvernement britannique cherche par tous les moyens la voie de l'intégration jusqu'à ce que le Premier ministre William Pitt fasse proclamer l'union de l'Irlande et de la Grande-Bretagne, donnant naissance au Royaume-Uni de Grande-Bretagne et d'Irlande.
En 1829, le député irlandais Daniel O'Connell (Dónall Ó Cónaill), adepte de la résistance passive, obtint l'émancipation des catholiques. De 1846 à 1850, le mildiou de la pomme de terre, aliment de base en Irlande, provoque une effroyable famine, plus d'un million d'Irlandais meurent et un autre million de personnes émigrèrent durant cette période. La population irlandaise était de 8 millions d'habitants en 1845 et est tombée à 6 millions en 1850. C'est la Grande famine (An Gorta Mór), qui provoquera la plus formidable émigration de l'époque : 4,4 millions d'Irlandais s'embarquent pour le Nouveau Monde (particulièrement au Canada et aux États-Unis) et aussi au Royaume-Uni entre 1850 et 1910. Certains iront même s'établir en France et en Suisse.

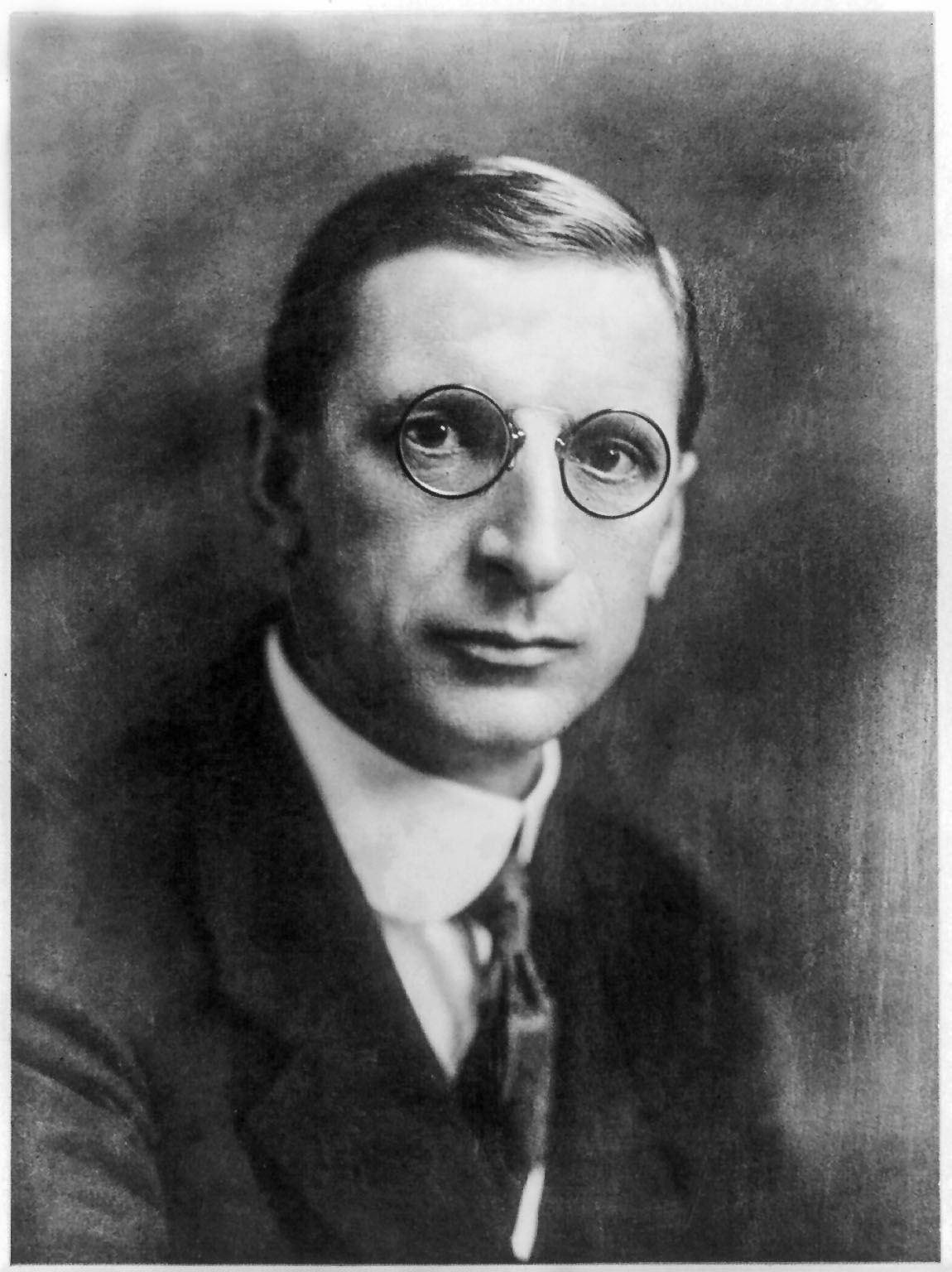
Éamon de Valera.

La fin du XIXe siècle est marquée par la montée des revendications nationales chez les catholiques. Un mouvement autonomiste (le Sinn Fein) réclame le Home Rule (autonomie) tandis que les unionistes, fidèles à la couronne britannique, s'y opposent. En 1914, le Home Rule est presque accepté mais la guerre en diffère l'application. Certains mouvements se radicalisent et jugent que les difficultés britanniques lors de la Grande Guerre sont une opportunité pour l'Irlande. Lors des fêtes de Pâques 1916, les Nationalistes se soulèvent à Dublin mais sont écrasés par l'armée anglaise. La répression féroce qui frappe le mouvement patriotique (De Valera ne doit sa survie qu'à sa nationalité américaine ; Collins profite de son anonymat) retourne l'opinion internationale au profit des Indépendantistes. Toutefois, et malgré le soutien des Irlandais des États-Unis, la question irlandaise n'est pas débattue lors des conférences de l'après-guerre.
En 1921, le Traité anglo-irlandais, avec des négociations menées par Michael Collins, conduisent à une partition de l'île. L'Irlande du Sud gagne son autonomie suivie d'une guerre civile entre les partisans de l'autonomie et ceux de la république indépendante. L'indépendance est acquise en 1937. L'Irlande du Nord, quant à elle, reste rattachée au Royaume-Uni. La république d'Irlande demeure très pauvre jusque dans les années 1990. Depuis son adhésion à la Communauté européenne, en 1973, son développement économique, extrêmement dynamique, la place en tête des pays européens. En Irlande du Nord, les Républicains (catholiques) souhaitent, en majorité, que leur région quitte le Royaume-Uni pour intégrer la république d'Irlande (ils appellent Derry la ville de Londonderry, par exemple). Les Unionistes (protestants), pour leur part, souhaitent rester britanniques.

## Politique

Drapeau de l'Irlande.

Politiquement, l'Irlande est séparée en deux entités : l'Irlande (en irlandais : Éire), un État indépendant, et l'Irlande du Nord, une nation constitutive du Royaume-Uni.
L'Irlande est un État indépendant formé de vingt-six comtés ; sa capitale est Dublin. Le président d'Irlande (Uachtarán en irlandais, President en anglais) est élu pour sept ans au suffrage universel direct. Le Dáil Éireann est le nom irlandais de la chambre basse du Parlement (l'Oireachtas) de l'Irlande. Il est directement élu tous les cinq ans selon un système de représentation proportionnelle (selon la méthode du vote transférable). Il a le pouvoir de voter les lois, de nommer et de remplacer le Taoiseach (Premier ministre). La chambre haute s'appelle Seanad Éireann. Le président actuel est Michael D. Higgins et son premier ministre est Leo Varadkar.

Drapeau d'Irlande du Nord (officieux).

L'Irlande du Nord est une nation constitutive du Royaume-Uni. L'Irlande du Nord est formée de six comtés (à majorité protestante) dans le Nord-Est de l'île et sa capitale est Belfast. Le gouvernement siège à Stormont et est représenté par l'Assemblée nord-irlandaise. L'assemblée a la mainmise complète sur les affaires dites « de transfert », un pouvoir partiel sur les affaires réservées, soumises à l'approbation du secrétaire d'état pour l'Irlande du Nord nommé par Londres et aucune emprise sur les affaires extérieures (appelées excepted matters : diplomatie, défense, impôts centraux). L'Irlande du Nord élit 18 députés (M.P.s) à la Chambre des communes du Royaume-Uni sur un total de 650.
Malgré la séparation politique, beaucoup d'organisations travaillent sur une base tout-Irlande, par exemple :
- en religion, le catholicisme en Irlande, l'Église d'Irlande, l'Église presbytérienne en Irlande ;
- en sport, l'Irish Rugby Football Union, IRFU ou encore le GAA (Gaelic Athletics Association) qui regroupe les sports traditionnels du « hurling » et du « football gaélique ».

## Économie

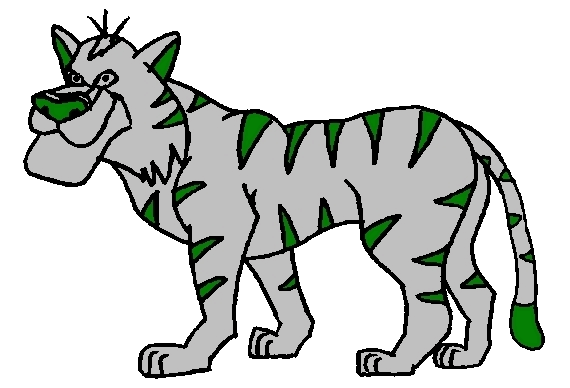
Dessin du « Tigre celtique » : les médias irlandais le représentent sous l'image d'un « v » avec des rayures vertes.

L'Irlande est membre de l'Union européenne et appartient à la zone euro. En 1992, les Irlandais avaient massivement approuvé la ratification du traité de Maastricht sur l'Union européenne mais n'ont ratifié le traité de Nice qu'après un deuxième référendum, en 2002.
Avec 4,9 % de croissance du produit intérieur brut en 2004, la république d'Irlande est devenue un des pays les plus prospères d'Europe. Autrefois considéré comme « l'homme malade » de l'Europe, le pays connait un boom économique depuis 1990. Surnommée le Tigre celtique, en raison de ses bonnes performances économiques, l'Irlande possède un des taux de chômage les plus faibles d'Europe avec environ 4,4 % de chômage et a considérablement réduit sa dette publique (de 50 % du PIB en 1999 à 39 % en 2000, pour atteindre 24 % en 2003). Le PIB par habitant de l’Irlande est passé de 69 % de la moyenne de la zone en 1990 à 144 % en 2007. La croissance de l’économie irlandaise a été vive et ininterrompue pendant sept ans, oscillant entre 6 et 11 %, soit 9 % en moyenne annuelle contre 2,5 % pour l’ensemble de la zone euro. La croissance a été dopée par la fiscalité avantageuse des entreprises au point que ce fut une des raisons invoquées pour le rejet le 12 juin 2008 par les Irlandais du Traité de Lisbonne qui imposerait à l'Irlande une harmonisation jugée défavorable. L'inquiétude est d'autant plus grande que l'essoufflement économique se fait sentir (ralentissement net de la croissance et des recettes publiques) et que l'inflation est importante.
La Banque centrale du pays prévoit un repli de 7 % de son Produit intérieur brut en 2009. Pour le président de l'Eurogroupe Jean-Claude Juncker, la situation est « grave » (3 avril 2009).
La chute cumulée de l'activité entre 2008 et 2010 est estimée à « plus de 12 % » (Reuters).
La Banque centrale d'Irlande a indiqué miser sur une contraction du produit intérieur brut (PIB) de 7 % en 2009 et de 3 % l'année suivante. La chute cumulée de l'activité entre 2008 et 2010 est estimée à « plus de 12 % », une crise que l'institution a qualifiée de « sans précédent ». Le président de l'Eurogroupe Jean-Claude Juncker, a, lui, qualifié de « grave » la situation économique du pays, qui fait face à une spectaculaire récession et à une envolée de son déficit public.
Ces prévisions, qu'on trouve dans le dernier bulletin trimestriel de conjoncture publié par la « Banc Ceannais », sont encore plus pessimistes que celles du gouvernement, qui a dit envisager une baisse du PIB de 6,75 % cette année.
Le Produit intérieur brut irlandais s'est déjà contracté de 2,3 % en 2008, un record, ce qui constitue la première récession en année pleine depuis 1983. Le débat sur l'adoption du Traité de Lisbonne a ainsi été relancé et un nouveau référendum devrait être organisé à l'automne 2009. Ce repli contraste avec les taux de croissance importants des années précédentes (+6 % encore en 2007). L'Irlande avait ainsi gagné le surnom de « tigre celtique ».

### Agriculture et pêche
L'agriculture occupe une place très importante dans l'économie irlandaise. Elle représente 8.5 % du PIB et emploie un cinquième de la population active. Ce sont essentiellement des fermes familiales qui produisent le bétail et les produits laitiers (70 % de la production agricole). Plus de la moitié de la production est exportée.
La sylviculture se développe peu à peu, grâce notamment au programme de reboisement préconisé depuis quelques années. De même, la pêche s'est développée. Dans le Donegal, l'économie de certaines localités repose principalement sur l'exploitation des produits de la mer.

### Industrie
L'industrie s'est concentrée dans l'Est du pays, près des grands centres urbains, notamment Dublin. Progressivement, elle s'est développée à l'Ouest. Le gouvernement a d'ailleurs créé une autorité du développement industriel pour venir en aide aux industries locales.

### Sous-sol
L'Irlande possède une grande richesse minérale : le zinc, qui a d'ailleurs permis au pays de se hisser au premier rang européen de la production de produits concentrés en zinc et en bronze. Les ressources minérales et énergétiques sont multiples et variées : baryte, phosphate, charbon, tourbe … Il y a eu deux importantes découvertes de gisement d'hydrocarbures au large des côtes irlandaises, le gisement gazier de Kinsale dans la mer celtique en 1973, aujourd'hui épuisé, et plus récemment le gisement d'hydrocarbures de la Corrib au large des côtes de Mayo, qui est en passe d'être exploité, malgré un important mouvement d'opposition aux méthodes utilisées par les compagnies pétrolières.

### Tourisme
Le tourisme est l'une des plus anciennes ressources du pays. Déjà au XIXe siècle, des services routiers parcouraient plus de 6 000 km par jour. La plupart des visiteurs venaient d'Angleterre, ou encore des États-Unis.
En termes d'exploitation, le tourisme se situe au troisième rang de la production nationale. Il emploie plusieurs milliers de personnes.
La plupart des voyageurs viennent s'imprégner de la culture ou admirer les paysages variés.[réf. nécessaire]

### Informatique
Depuis le début des années 1990, on a coutume d'appeler l'Irlande le Tigre celtique du fait de son taux de croissance record lié à une politique d'accueil des investissements étrangers, notamment dans le secteur des nouvelles technologies.
Cependant depuis la crise de 2008 le secteur des nouvelles technologies décline avec des fermetures d'usines. (exemple : Dell à Limerick)

## Population et société

### Démographie
L'Irlande est habitée depuis l'Âge de la pierre. Les historiens datent l'installation des premiers Celtes entre le VIe  et le  Ier siècle av. J.-C. Au VIIIe siècle, la tranquillité du territoire est troublée par l'arrivée des Vikings, puis par les Normands et les Anglais. La fertilité du sol, dans cette île au climat doux (comparativement à la Grande-Bretagne), permit un accroissement démographique. Ainsi, en 1841, on comptait plus de huit millions d'habitants, soit presque la moitié de la population de la Grande-Bretagne de l'époque, aujourd'hui quasiment 10 fois plus peuplée que l'île d'Irlande. La grande famine de 1846 divise la population par deux, tant par les décès massifs que par l'émigration. Cette famine est difficilement séparable de causes socio-économiques liées à la domination anglaise qui maintient la majorité irlandaise dans une exclusion économique et sociale dure. La plupart des terres appartenaient alors à des propriétaires britanniques dont les Irlandais étaient les fermiers. L'accès à plusieurs postes civils et militaires, dans le Royaume-Uni des XVIIIe et XIXe siècles, était exclu aux catholiques. L'émigration consécutive à ce désastre sera à l'origine de l'importante diaspora irlandaise, notamment aux États-Unis, où les descendants d'Irlandais représentent aujourd'hui près de 39 millions de personnes.
En 1961, la population décroissante chute à 2,6 millions. Après cette date, l'accroissement redevient une réalité. Il est notamment dû à l'inversion des flux migratoires : une diminution radicale de l'émigration et le début d'une migration vers le pays, parfois d'émigrés ou de descendants d'émigrés. En 1981, on compte 5 millions d'Irlandais.
Mais de 1985 à 1989, face à l'accroissement du chômage, la population, notamment jeune, émigre à nouveau aux États-Unis et en Angleterre, mais de façon moins massive que jadis. Avec le développement économique vigoureux des années 1990, l'émigration cesse, et, petit à petit, l'immigration devient une réalité irlandaise, spécialement en république d'Irlande. Ainsi, dans les années 2000, en particulier, on remarque le développement d'une communauté polonaise immigrante ainsi que française (le nombre de Français établis en Irlande a quadruplé de 1997 à 2007).
La population des grands centres urbains compte (chiffres de 1992) :
- Grand Dublin : 1,7 M
- Grand Belfast : 800 000
- Grand Cork : 400 000
- Derry : 93 000
- Limerick : 91 000
- Galway : 70 000
- Waterford : 50 000
- Drogheda : 35 000

Aujourd'hui, la population est de 6 millions d'habitants (République en 2006 et Irlande du Nord en 2001). La population urbaine est de 59 %. La densité est de 56,4 hab./km2. L'espérance de vie des hommes est de 73 ans (en 2002) et celle des femmes, de 78,5 ans (en 2002). Le taux d'accroissement naturel (par 1 000 habitants) est de 31,1. Quant au taux de fécondité, il est de 2,0 (l'Irlande, où l'avortement a été autorisé depuis le 13 décembre 2018, est le pays d'Europe ayant le plus fort taux de fécondité, ex æquo avec la France).
Le solde migratoire (par 1 000 habitants) est de 7,0.

### Travellers
Le mot Travellers en anglais d'Irlande, ou Lucht Siúil en irlandais (littéralement, « le peuple marchant »), désigne une catégorie nomade de la population irlandaise, qui a de plus en plus tendance à se sédentariser. On estime leur nombre à 25 000 (plus de 3 000 familles). Ils parlent l'anglais d'Irlande (Hiberno-English), mais souvent aussi le shelta, une langue germanique proche de l'anglais d'Irlande dont une part de la lexicalité est gaélique.
En anglais on les affuble souvent des qualificatifs péjoratifs de tinkers, pikeys et gypsies. Le mot tinkers remonte au temps où les hommes et les femmes allaient de village en village, proposaient leurs services pour réparer les casseroles et autres récipients. Ils parlent un dialecte spécifique où le gaélique occupe une large part. La plupart vivent dans des caravanes, aux abords des villes. Marginalisés, ils sont victimes de préjugés de leurs concitoyens. Un parfait exemple en est donné dans le film de Mike Newell : Into the West (Le Cheval venu de la mer).

## Culture et appartenance
La nation irlandaise est constituée de l'ensemble des habitants de l'île d'Irlande (Eire et Ulster). De plus, il existe une importante diaspora de près de 100 millions d'individus. La tradition celtique est bien présente au travers les manifestations culturelles (festivals de musique et danses). Le tournoi des six nations de rugby est l'occasion de réunir des joueurs venant des 2 parties de l'Irlande.

Logo de la marque de bière Guinness.

L'interdiction de fumer en tout lieu public de la République n'a en rien altéré la fréquentation en ces lieux de consommation.
L'Irlande reste un endroit où l'impact de la religion (catholique en Irlande du Sud, protestante et catholique en Irlande du Nord) est très présent. Le divorce n'est légal dans la République que depuis 1995, alors qu'un réel débat ne fait que s'amorcer sur l'avortement. Le 25 mai 2018, un référendum abroge l'article constitutionnel qui interdit l'avortement et permet donc au gouvernement de Leo Varadkar de faire voter une loi permettant l'avortement jusqu'à la douzième semaine de grossesse. L'homosexualité et la contraception sont généralement acceptés.
- Fête nationale irlandaise : 17 mars (Saint-Patrick). Les Irlandais sont très attachés à cette fête religieuse.
- Symboles nationaux irlandais : trèfle à trois feuilles (shamrock, utilisé par saint Patrick pour expliquer la Sainte-Trinité aux peuples celtes), le mouton, le cheval, le saumon, la harpe celtique et la couleur verte (non officiel).
- Cuisine irlandaise
- Littérature irlandaise
- Musique irlandaise
- Danse irlandaise
- Langue Irlandaise

### Langue

Carte du Gaeltacht.

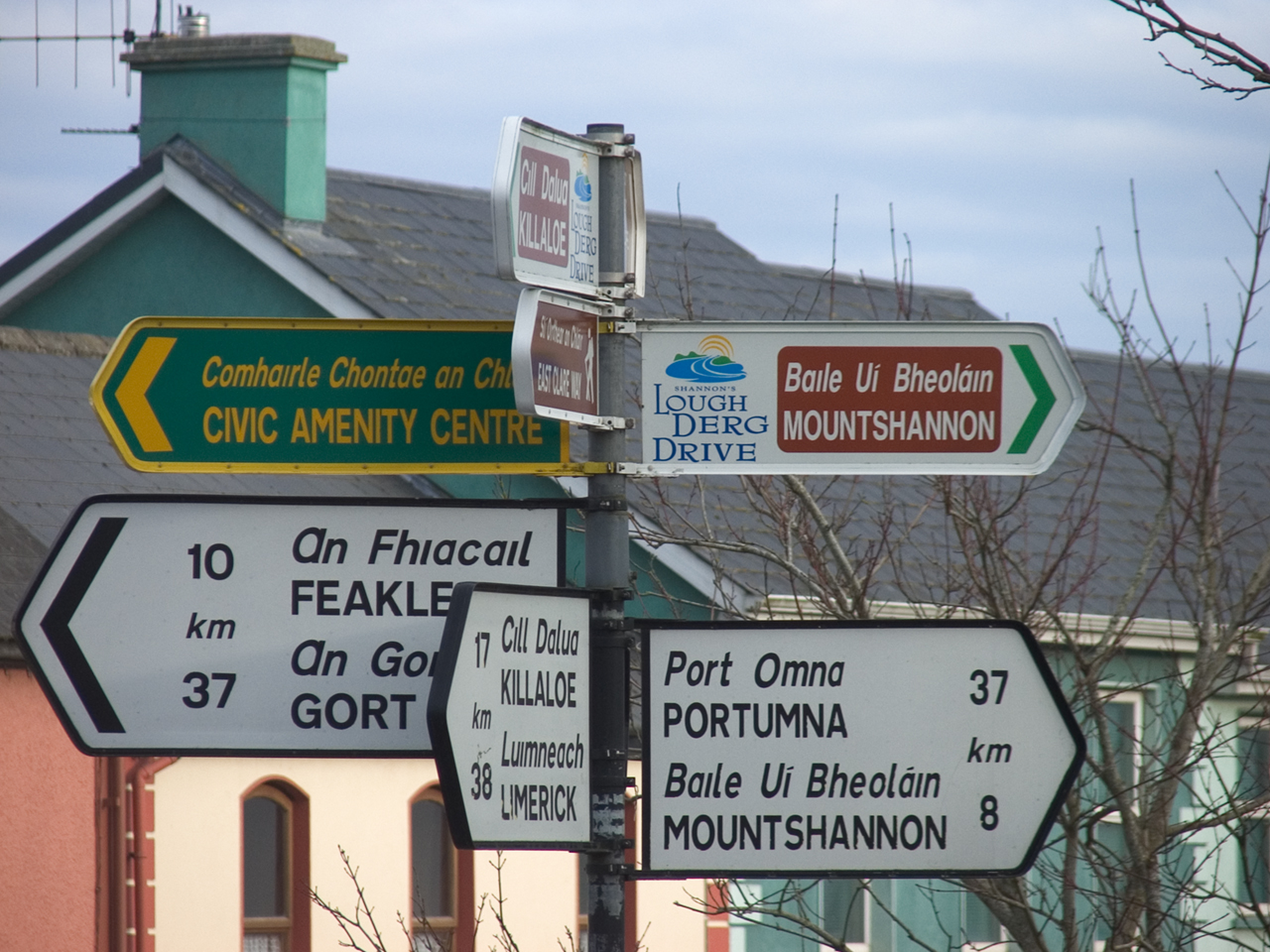
Signalisation routière bilingue en irlandais et anglais.

Plusieurs langues sont parlées sur l'île d'Irlande qui ont toutes un statut de langue officielle :
- l'anglais qui est la principale langue parlée ;
- le gaélique irlandais (1,6 million de personnes ont une certaine connaissance de la langue, tandis que 250 000 en ont une bonne connaissance. Sur les 15 députés européens sur l'île d'Irlande, 6 s'expriment correctement en irlandais) ;
- le scots d'Ulster parlée dans la province d'Ulster.

Malgré l'indépendance et l'utilisation d'une signalisation routière bilingue, la république d'Irlande n'a pu relancer complètement la langue irlandaise. L'extrême pauvreté du pays, qui ne s'est pas résolue dans les premières décennies suivant l'indépendance, faisait de l'émigration une activité économique de première importance, et les Irlandais continuaient d'émigrer dans des pays anglophones, comme au XIXe siècle. Néanmoins, une partie de l'ouest de l'Irlande, dite gaeltacht, se démarque comme zone où l'irlandais demeure langue maternelle et langue vivante première. À Dublin, la place de l'irlandais est moindre, cependant, depuis l'indépendance, les écoliers de l'état d'Irlande apprennent aussi la langue irlandaise, en plus de l'anglais.
En 1845, 75 % de la population avait l'irlandais comme langue maternelle. Ce chiffre tombera à 45 % en 1870, 30 % en 1890, et 15 % en 1914.

### Sport

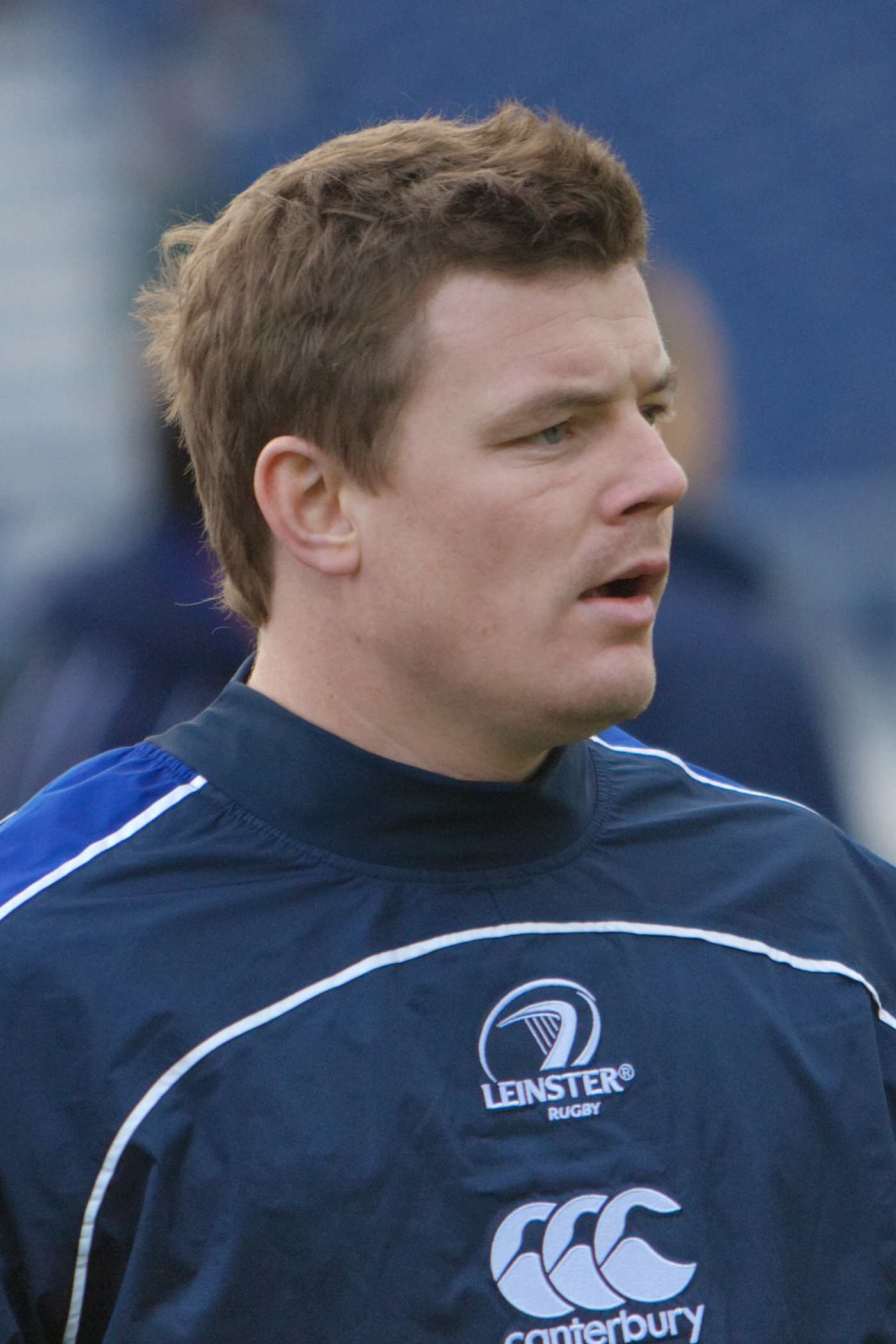
La star du rugby irlandais, Brian O'Driscoll sous les couleurs du Leinster.

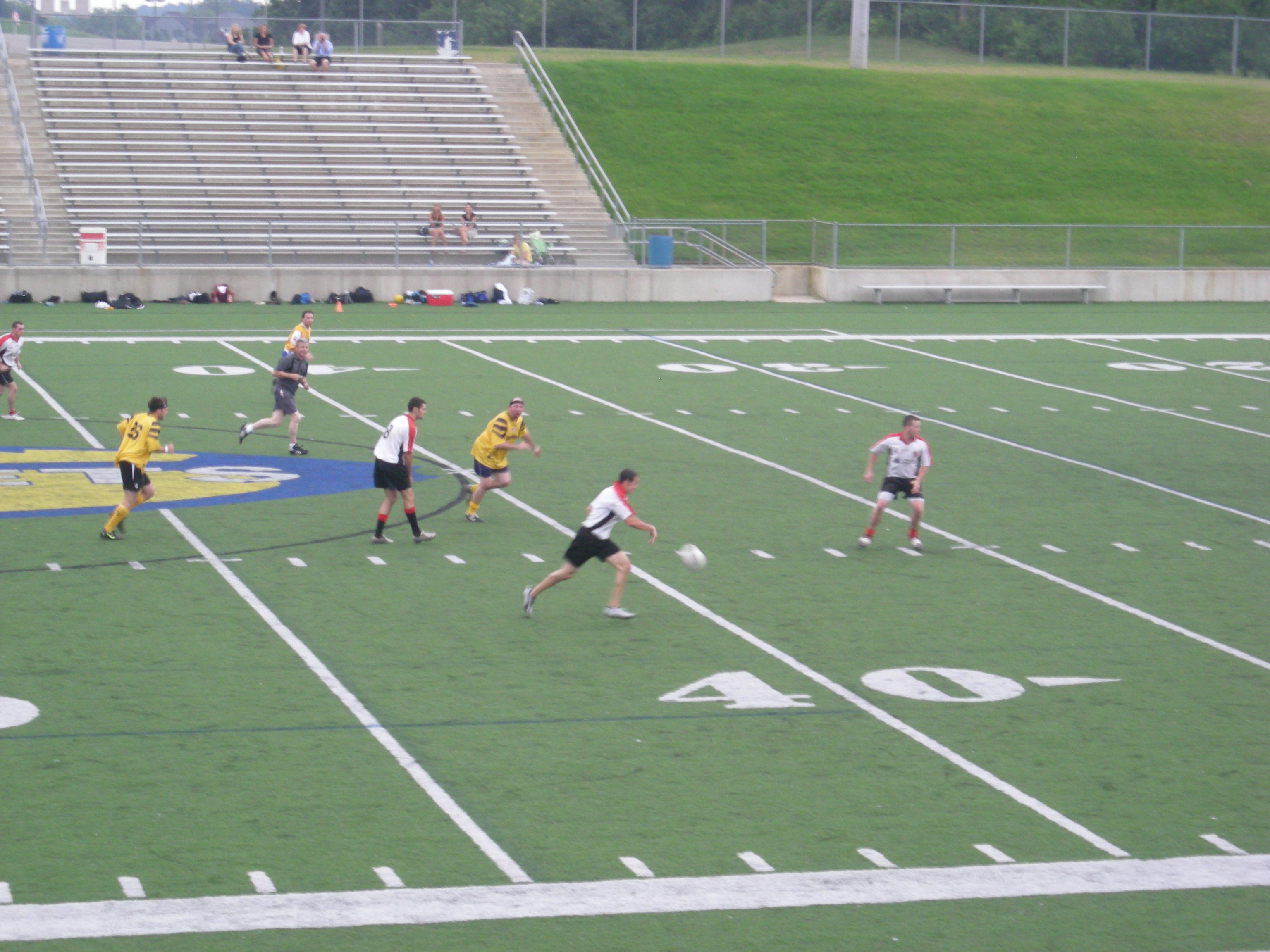
Match de football gaélique.

L'Irlande est la terre des sports gaéliques. Le hurling et le football gaélique sont les disciplines sportives les plus pratiquées sur toute l'île. Le hurling fait partie de l'identité nationale. Un match est d'ailleurs décrit avant la bataille de Moytura en 1272 av. J.-C. D'après la légende, le héros Laicox battit à lui seul 150 opposants dans une partie de hurling. Les sports gaéliques sont organisés par une association transnationale, l'Association athlétique gaélique ou GAA. C'est la principale association irlandaise en termes d'effectifs (800 000 membres) et d'influence.
Viennent ensuite les sports en provenance de Grande-Bretagne, le football et le rugby. En rugby, l'île d'Irlande ne connait plus de frontières : il est organisé de manière transfrontalière. L'État d'Irlande et l'Irlande du Nord partagent clubs, championnat et équipe nationale. Au plus haut niveau, les quatre équipes régionales reprennent les anciennes provinces d'Irlande : Leinster Rugby, Munster Rugby, Connacht Rugby et Ulster Rugby.

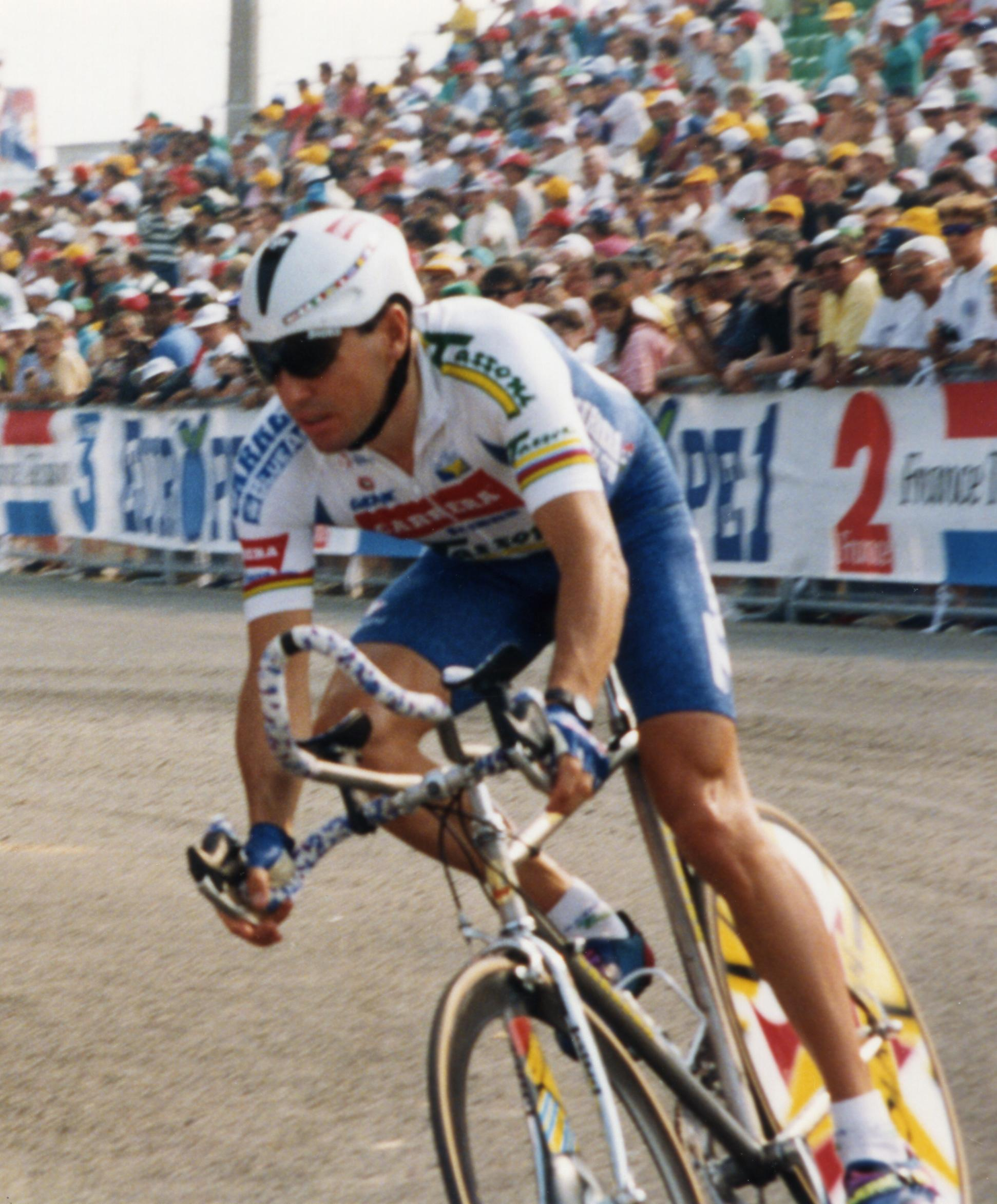
Stephen Roche.

Le golf est aussi une véritable passion nationale. Il existe plus de 250 terrains de golf. Le principal tournoi est le Carroll's Irish Open. Padraig Harrington est le principal champion de ce sport en provenance de la république d'Irlande, avec plusieurs tournois majeurs à son actif dans les années 2000, tandis que Rory McIlroy, qui atteint en 2012 la place de no 1 mondial, est le plus illustre représentant d'Irlande du Nord.
Du fait de la proximité de la mer, l'engouement pour la voile semble être tout à fait normal. Le plus vieux club de voile a d'ailleurs été fondé en 1720 et se trouve à Cork (Royal Cork Yacht Club).
Parallèlement, au fil des ans, le cyclisme se développe dans le sillage de champions internationaux comme Sean Kelly et Stephen Roche.
Les sports équestres sont très présents. Les courses hippiques dont le site principal est le curragh sont très prisées. L'équitation progresse beaucoup grâce à la talentueuse Jessica Kürten (en) qui remporte de plus en plus de victoires avec ses chevaux.
Pour les matchs des équipes d'Irlande composés de l'Irlande du Nord et le l'État d'Irlande, les irlandais chante comme hymne l'Ireland's Call (appel de l'Irlande en français), composé par Phil Coullter à l'origine pour l'équipe d'Irlande de rugby à XV mais ensuite repris par d'autres.

### Gastronomie
Cette cuisine se caractérise par les produits du terroir.[réf. nécessaire]
Les plats les plus typiques sont :

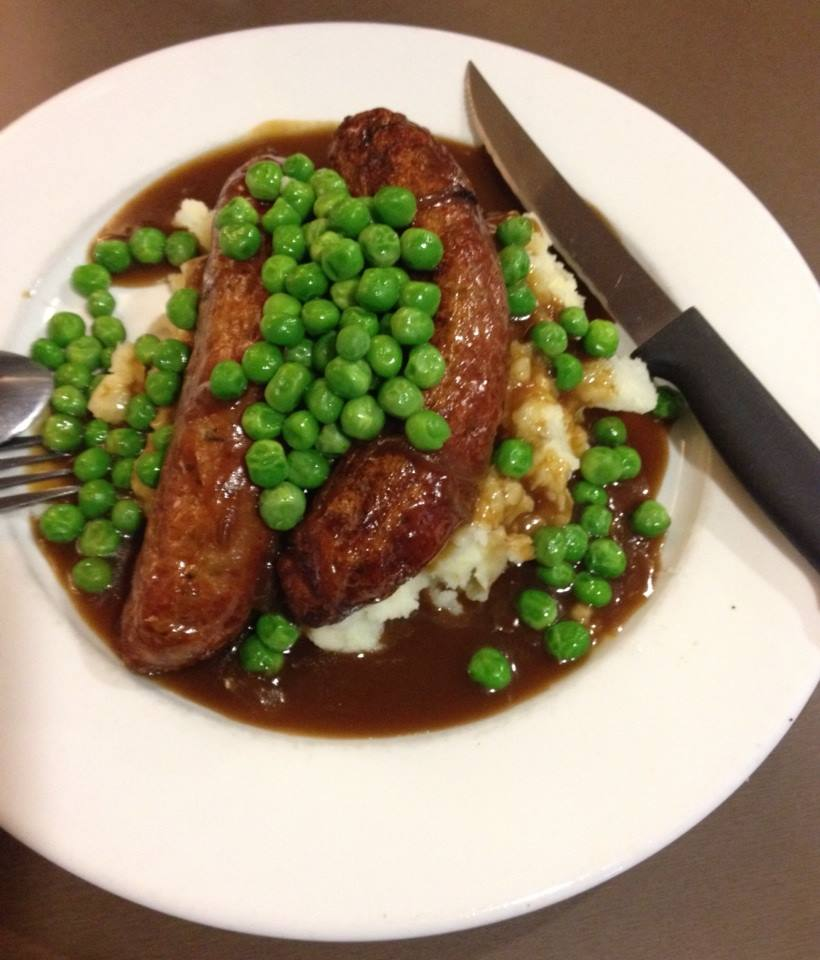
Un Bangers and mash avec des petits pois.

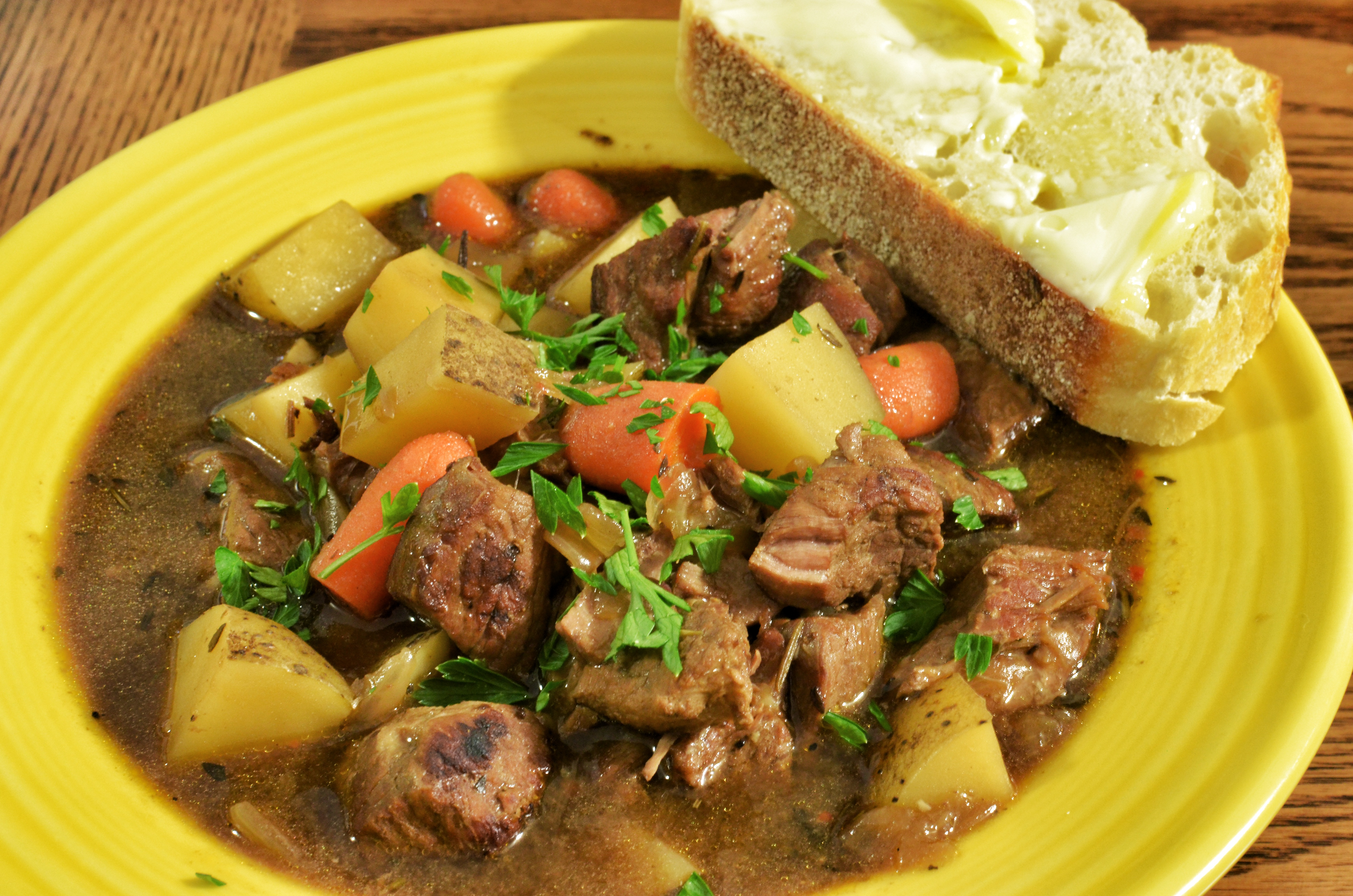
Un Irish Stew.

- L'Irish Stew, un ragoût à base d'agneau, de pomme de terre, de carotte et d'oignon.
- Le Colcannon, une purée épaisse à base de pommes de terre, de chou et d’oignon.
- Le bangers and mash, un plat à base de saucisse, de pomme de terre et d’oignon.
- Le Porter Cake, un gâteau à base de fruits secs et de bière brune.
- Le whiskey et la bière irlandaise.
- Le Dublin coddle, un plat composé de saucisse, jambon, oignon et de pomme de terre[21].

Le petit-déjeuner irlandais traditionnel (Irish breakfast) est à base d’œuf, de bacon et de boudin, de saucisse, de porridge et de thé.

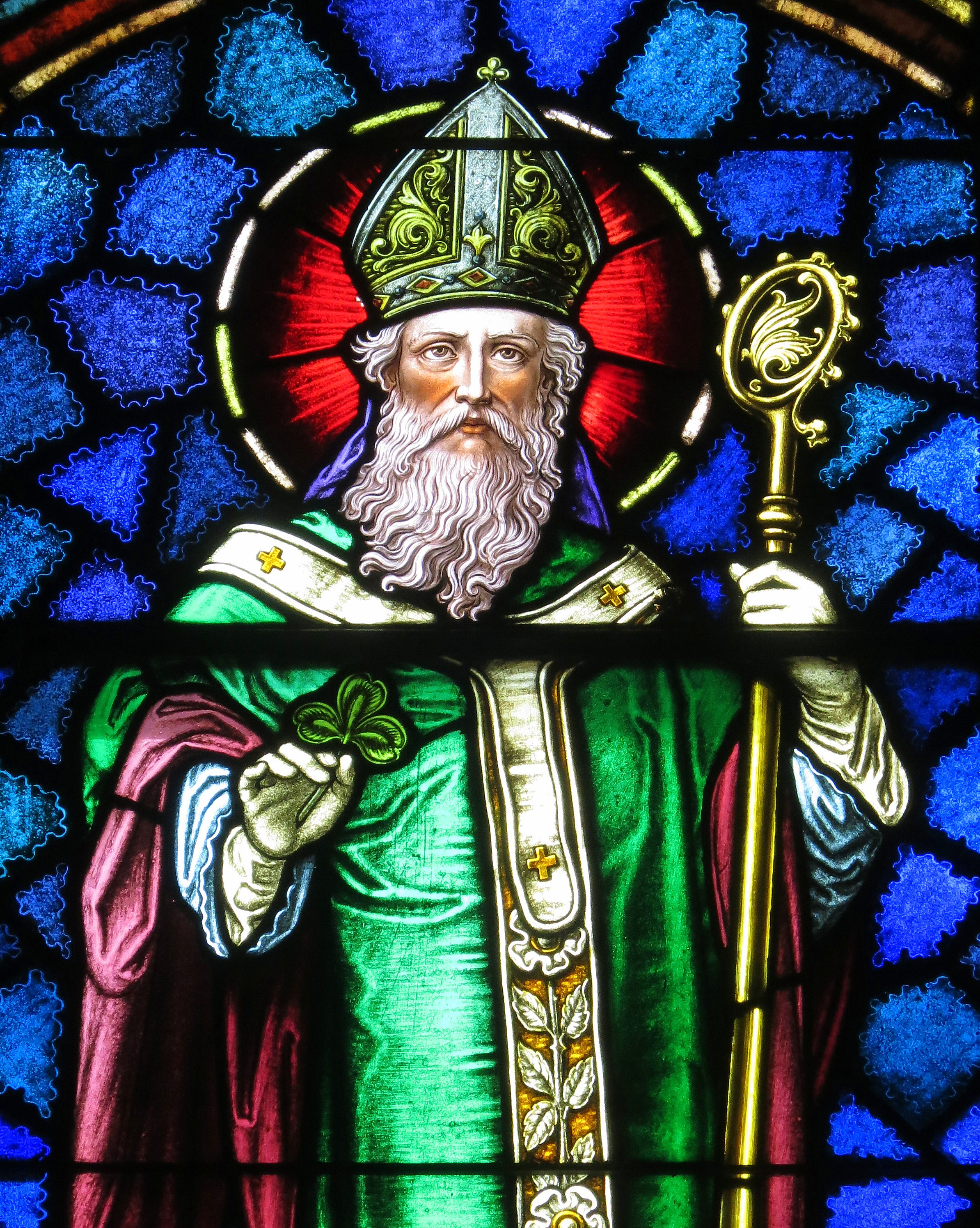
Saint Patrick, le saint patron de l'Irlande.

### Religion
En république d'Irlande, 86,8 % de la population est catholique, 4,4 % est athée ; la moitié des 8,8 % restants est protestante. En Irlande du Nord, 46 % de la population est protestante et 40 % catholique. Le saint patron du territoire est Saint Patrick, un évangélisateur de l'Irlande aux IVe et Ve siècles.

### Hommage
L'Irlande est présente au travers d'une plaque commémorative située dans la ville de Québec, au Canada. Ce symbole souligne l'apport historique important des immigrants irlandais au Québec, particulièrement pour la ville de Québec. Plus de 30 % des Québécois auraient des origines irlandaises.